# Диккенс, Ким
Ки́мберли Джэн (Ким) Ди́ккенс (англ. Kimberly Jan "Kim" Dickens; род. 18 июня 1965, Хантсвилл, Алабама) — американская актриса. Диккенс в разные годы исполняла роли второго плана в кинофильмах «Меркурий в опасности» (1998), «Невидимка» (2000), «Дом из песка и тумана» (2003), «Невидимая сторона» (2009), «Исчезнувшая» (2014) и «Дом странных детей мисс Перегрин» (2016). Наибольшей известности она добилась благодаря ролям в сериалах HBO «Дедвуд» (2004—2006) и «Тримей» (2010—2013). В 2015 году она начала исполнять ведущую роль в сериале AMC «Бойтесь ходячих мертвецов».

## Биография
Ким Диккенс родилась в Хантсвилле, штат Алабама. Там она окончила среднюю школу, а затем поступила в Университет Вандербильта в Нэшвилле, штат Теннесси, где получила степень бакалавра в области связи. Вскоре после этого Диккенс отправилась в Нью-Йорк, чтобы продолжить своё обучение в Институте театра и кино Ли Страсберга и Американской академии драматического искусства.
Диккенс появилась в нескольких независимых фильмах, а также играла второстепенные роли в голливудских проектах, таких как «Невидимка» (2000). За ведущую роль в фильме 2001 года «По ту сторону Солнца», Диккенс номинировалась на премию «Независимый дух» за лучшую женскую роль. Последующее девятилетие её карьера на большом экране продолжала складываться вокруг редких несущественных ролей в таких фильмах как «Дом из песка и тумана» (2003), «Невидимая сторона» (2009). Её прорывом стала роль детектива в фильме Дэвида Финчера «Исчезнувшая» (2014). После она получила одну из ролей в фильме Тима Бёртона «Дом странных детей».
На телевидении, Диккенс была членом основного состава недолго просуществовавшего сериала CBS «Большое яблоко» в 2001 году. В 2003 году она снялась с Фелисити Хаффман и Эриком Штольцом в мини-сериале Showtime «Из строя». В 2004—2006 годах она снималась в сериале HBO «Дедвуд». С тех пор у неё были второстепенные роли в «Остаться в живых», «Огни ночной пятницы» и «Сыны анархии». С 2010 по 2013 год Диккенс снималась с Ханди Александер и Мелиссой Лео в другом сериале HBO, «Тримей». В 2015 году она взяла на себя второстепенную роль в третьем сезоне сериала Netflix «Карточный домик», а затем начала исполнять основную роль в спин-оффе сериала «Ходячие мертвецы» — «Бойтесь ходячих мертвецов». 

## Фильмография

### Фильмы
| Год  | Название на русском              | Название на английском                      | Роль                | Примечания             |
| ---- | -------------------------------- | ------------------------------------------- | ------------------- | ---------------------- |
| 1995 | Город хулиганов                  | Palookaville                                | Лори                |                        |
| 1997 | Правда или последствия           | Truth or Consequences, N.M.                 | Эдди Монро          |                        |
| 1998 | Нулевой эффект                   | Zero Effect                                 | Глория Салливан     |                        |
| 1998 | Большие надежды                  | Great Expectations                          | Мэгги               |                        |
| 1998 | Меркурий в опасности             | Mercury Rising                              | Стейси              |                        |
| 1999 | Парень с белой реки              | The White River Kid                         | Лиза                |                        |
| 2000 | Безумно верная жена              | Committed                                   | Дженни              |                        |
| 2000 | Невидимка                        | Hollow Man                                  | Сара Кеннеди        |                        |
| 2000 | Дар                              | The Gift                                    | Линда               |                        |
| 2001 | По ту сторону Солнца             | Things Behind the Sun                       | Шерри               |                        |
| 2003 | Дом из песка и тумана            | House of Sand and Fog                       | Кэрол Бёрдон        |                        |
| 2004 | Спокойной ночи, Джозеф Паркер    | Goodnight, Joseph Parker                    | Мюриель             |                        |
| 2005 | Здесь курят                      | Thank You for Smoking                       | Джилл Нейлор        |                        |
| 2006 | Дикие тигры, которых я знал      | Wild Tigers I Have Known                    | Советник            |                        |
| 2007 | Ожидание                         | Waiting                                     | Жена                | Короткометражный фильм |
| 2008 | Рыжий                            | Red                                         | Кэрри               |                        |
| 2009 | Путь на Вальгаллу                | One Way to Valhalla                         | Дженни              |                        |
| 2009 | Невидимая сторона                | The Blind Side                              | Миссис Босвелл      |                        |
| 2011 | Свободные                        | Footloose                                   | Лулу Ворникер       |                        |
| 2012 | Любой ценой                      | At Any Price                                | Ирен Уиппл          |                        |
| 2014 | Исчезнувшая                      | Gone Girl                                   | Детектив Ронда Бони |                        |
| 2016 | Дом странных детей мисс Перегрин | Miss Peregrine’s Home for Peculiar Children | Марианн Портман     |                        |
| 2018 | Лиззи                            | Lizzie                                      | Эмма Борден         |                        |
| 2019 | В погоне за Бонни и Клайдом      | The Highwaymen                              | Глэдис Хамер        |                        |
| 2022 | Добрый медбрат                   | Good Nurse                                  | Линда Гарран        |                        |

### Телевидение
| Год       | Название на русском       | Название на английском  | Роль             | Примечания                          |
| --------- | ------------------------- | ----------------------- | ---------------- | ----------------------------------- |
| 1995      | Нью-Йоркские новости      | New York News           |                  | Эпизод: «Cost of Living»            |
| 1996      | Правосудие по Свифту      | Swift Justice           | Энни Питерс      | Эпизод: «Out on a Limb»             |
| 1996      | Голос из могилы           | Voice from the Grave    | Терри Деверю     | Телевизионный фильм                 |
| 1996      | Две матери для Закари     | Two Mothers for Zachary | Нэнси            | Телевизионный фильм                 |
| 1997      | Спин-Сити                 | Spin City               | Вероника         | Эпизод: «Kiss Me, Stupid»           |
| 1997      | Сердце полное дождя       | Heart Full of Rain      | Сьюзан Дойл      | Телевизионный фильм                 |
| 2001      | Большое яблоко            | Big Apple               | Сара Дэй         | Регулярная роль, 8 эпизодов         |
| 2003      | Из строя                  | Out of Order            | Дэнни            | Мини-сериал                         |
| 2004—2006 | Дедвуд                    | Deadwood                | Джоани Стаббс    | Регулярная роль, 34 эпизода         |
| 2006      | 4исла                     | Numb3rs                 | Кристал Хойл     | Эпизод: «Spree» and «Two Daughters» |
| 2006—2009 | Остаться в живых          | Lost                    | Кэссиди Филлипс  | 4 эпизода                           |
| 2008      | 12 миль от плохой дороги  | 12 Miles of Bad Road    | Джонель Шекспир  | Регулярная роль, 6 эпизодов         |
| 2008      | 1 процент                 | 1 %                     | Ронда            | Пилот                               |
| 2009      | Вспомни, что будет        | FlashForward            | Кейт Старк       | Эпизод: «137 Sekunden»              |
| 2008—2009 | Огни ночной пятницы       | Friday Night Lights     | Шелби Саракен    | 11 эпизодов                         |
| 2010      | Возрождение Офелии        | Reviving Ophelia        | Ли Анна          | Телевизионный фильм Lifetime        |
| 2013      | Ясновидение               | Second Sight            | Саманта Уайлд    | Пилот                               |
| 2013—2014 | Сыны анархии              | Sons of Anarchy         | Колетт Джейн     | 6 эпизодов                          |
| 2013      | Белый воротничок          | White Collar            | Джилл            | Эпизод: «Quantico Closure»          |
| 2010—2013 | Тримей                    | Treme                   | Джанетт Десотель | Регулярная роль, 38 эпизодов        |
| 2014      | Красная зона              | Red Zone                | Хелен Уэллер     | Пилот                               |
| 2015      | Карточный домик           | House of Cards          | Кейт Болдуин     | 6 эпизодов                          |
| 2015—2018 | Бойтесь ходячих мертвецов | Fear the Walking Dead   | Мэдисон Кларк    | Регулярная роль                     |
| 2016—2018 | Talking Dead              | Talking Dead            | В роли себя      | 7 эпизодов                          |
| 2019      | Дедвуд: Фильм             | Deadwood: The Movie     | Джоани Стаббс    | Телевизионный фильм                 |
| 2020      | Терновый куст             | Briarpatch              | Ева Райтек       | Регулярная роль                     |